# Kostel svatého Ondřeje (Komárno)
Kostel svatého Ondřeje je jednou z dominant města Komárno. Nachází se na křižovatce ulic Svätoondrejská, Palatínova a Školská, oproti Podunajská muzeu. Dnešní barokní podobu získal mezi lety 1768-1771.
První kostel na jeho místě postavil rád jezuitů mezi lety 1674-1677. Na věži, která byla zároveň i strážní věží města, stála dvoumetrová železná socha svatého Ondřeje. Kolem kostela se nacházel hřbitov. Kostel byl však pro rychle se rozrůstající město příliš malý, a tak mezi lety 1723-1734 postavili vedle něj nový kostel, který taktéž zasvětili sv. Ondřejovi. Na jeho stavbu využili i materiál z Novozámocké pevnosti. Jedna část špatně postaveného kostela se však 28. prosince 1738 zhroutila. Podle tradice do popraskané zdi kostela narazil kočár, který způsobil jeho zhroucení.